# Neferhetepes (Userkaf)
| nfr | Htp · t · p | s |

| nfr | Htp · t · p | s |

| liên_kết=\|thế=nfr\|38x38px | liên_kết=\|thế=Htp\|15x15px liên_kết=\|thế=t\|11x11pxliên_kết=\|thế=p\|15x15px | liên_kết=\|thế=s\|38x38px |

Neferhetepes 
trong chữ tượng hình
Neferhetepes là vợ của vị vua Ai Cập cổ đại Userkaf, là vị vua đầu tiên của triều đại thứ năm. Bà cũng là mẹ của vua Sahure, người kế vị của Userkaf. Hơn nữa, bà rất có thể là mẹ của Meretnebty, vợ của Sahure. Các danh hiệu quan trọng nhất của Neferhetepes là mẹ của vua Thượng và Hạ Ai Cập và con gái của vị thần.
Neferhetepes đã được biết đến từ lâu từ một tài liệu tham khảo trong lăng mộ chính thức của Persen. Ngôi mộ của ông không xa kim tự tháp Userkaf và do đó, có một số suy đoán về danh tính của bà và mối quan hệ của bà với vị vua này. Tuy nhiên, gần đây  đã được tìm thấy một số phù điêu tại đường đắp cao của kim tự tháp thuộc về vua Sahure. Tại đây, Neferhetepes được thể hiện là mẹ của vua Sahure và do đó, bà rất có thể là vợ của Userkaf, người tiền nhiệm của Sahure.
Neferhetepes rất có thể được chôn cất trong một kim tự tháp nhỏ bên cạnh một Userkaf.
Neferhetepes sống rất có thể cho đến cuối triều đại Sahures và do đó không giống với con gái của nhà vua Neferhetepes của Triều đại thứ tư.